# 9 (liczba)
9 (dziewięć) – liczba naturalna następująca po 8 i poprzedzająca 10. 9 jest też cyfrą wykorzystywaną do zapisu liczb w różnych systemach liczbowych, np. w   dziesiętnym i szesnastkowym.

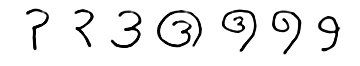
Zapis liczby 9 zmieniający się w czasie

Warunkiem podzielności liczby zapisanej w systemie dziesiętnym przez 9 jest podzielność sumy cyfr w danej liczbie przez 9, np.
dla 123456789 → 1 + 2 + 3 + 4 + 5 + 6 + 7 + 8 + 9 = 45
45 → 4 + 5 = 9
Dziewięć jest podzielne przez dziewięć, więc liczba 123456789 jest podzielna przez 9.

## 9 w nauce
- liczba atomowa fluoru
- obiekt na niebie Messier 9
- galaktyka NGC 9
- planetoida (9) Metis

## 9 w kalendarzu
9. dniem w roku jest 9 stycznia. Zobacz też co wydarzyło się w 9 roku n.e. 9. miesiącem w roku jest wrzesień.

## 9 w kulturze
Dla Izraelitów 9 było symbolem przeczucia, odrodzenia, duchowości i podróży.
W mitologii greckiej uchodziła za liczbę rytualną – dziewięć dni trwały misteria eleuzyńskie na cześć bogini ziemi – Demeter; u Homera w orszaku Apollina występowało dziewięć muz. Hezjod utrzymywał, że aby dostać się do nieba, trzeba wędrować dziewięć dni i dziewięć nocy. Za najdoskonalszy wiek, jaki mógł osiągnąć człowiek uważano 81 lat – iloczyn dwóch dziewiątek.
W chrześcijaństwie dziewięć dni trwa nowenna. Dziewięć jest chórów anielskich, a grzesznicy wchodzą do piekła przez dziewięć bram: trzy spiżowe, trzy kamienne i trzy żelazne.
W islamie dziewięć otworów jakie ma ciało ludzkie jest uważane za symbol kontaktu człowieka ze światem zewnętrznym, muzułmański sznur modlitewny subha ma 99 paciorków, a Allah występuje w Koranie pod 99 imionami.
W kulturze Japonii dziewiątka jest liczbą przynoszącą szczęście i długie życie. Za przykład służą np. skrytobójcy, którzy zawsze nosili ze sobą 9 noży do rzucania.
Dziewięć to także liczba ukończonych symfonii skomponowanych przez Ludwiga van Beethovena i Antonína Dvořáka, a szczytowe osiągnięcia kompozytorów w tym zakresie to odpowiednio IX symfonia d-moll op. 125 i IX symfonia e-moll „Z Nowego Świata”. Zagadnieniem związanym jest też klątwa dziewiątej symfonii.